# Prosopocera patrizii
Prosopocera patrizii är en skalbaggsart som beskrevs av Stefan von Breuning 1934. Prosopocera patrizii ingår i släktet Prosopocera och familjen långhorningar. Inga underarter finns listade i Catalogue of Life.